# 西村賢
西村 賢（にしむら さとし、1972年〈昭和47年〉6月18日 - ）は、日本の政治家。宮崎県日向市長（1期）。元宮崎県議会議員（5期）。

## 来歴
宮崎県日向市生まれ。日向学院中学校・高等学校、香川大学農学部卒業。香川大学大学院農学研究科修士課程修了。
江藤隆美衆議院議員秘書を経て、2003年の宮崎県議会議員選挙に立候補するが、落選。2007年の県議選で初当選する。県議会では武井俊輔らと会派「愛みやざき」を結成したが、2010年には民主党や「自民党・県民の会」と合流し、「新みやざき」を結成。後に「宮崎県議会自由民主党」に合流した。県議は5期務め、2022年からは自民党県連の青年局長を務めた。
2024年1月16日、同年3月10日告示・17日投開票の日向市長選挙への立候補を表明。2月16日に県議を辞職した。3月17日の投開票の結果、公明党の推薦を受けた西村が現職の十屋幸平を破り初当選した。